# 布魯諾·山瑪提諾
布魯諾·山瑪提諾（英語：Bruno Sammartino，1935年10月6日—2018年4月18日），本名布魯諾·萊奧波爾多·弗朗切斯科·山瑪提諾（英語：Bruno Leopoldo Francesco Sammartino），是世界摔角娛樂（WWE）旗下退休職業摔角選手。
在布魯諾·山瑪提諾的摔角事業中，山瑪提諾已成為世界摔角娛樂名人堂入選者（2013年）。山瑪提諾曾是兩次WWWF世界重量級冠軍、一次WWWF美國雙打冠軍（與安德烈斯·拉布瑞克斯）和兩次WWWF國際雙打冠軍（分別與東尼·馬利諾和多明尼克·德努奇）。